# Anastasia Safta
Anastasia Safta (* 28. Oktober 2004) ist eine rumänische Tennisspielerin.

## Karriere
Safta begann mit sechs Jahren das Tennisspielen und bevorzugt Sandplätze. Sie spielt bislang vor allem auf der ITF Junior Tour und der ITF Women’s World Tennis Tour, wo sie bisher einen Titel im Einzel und drei im Doppel gewinnen konnte.
2023 erhielt sie im Juli eine Wildcard für die Qualifikation zum Hauptfeld des Dameneinzels der BCR Iași Open, ihrem ersten Turnier der WTA Tour. Sie scheiterte aber bereits in der ersten Qualifikationsrunde gegen İpek Öz mit 5:7 und 1:6.

## Turniersiege

### Einzel
| Nr. | Datum             | Turnier | Kategorie | Belag | Finalgegnerin       | Ergebnis      |
| --- | ----------------- | ------- | --------- | ----- | ------------------- | ------------- |
| 1.  | 24. Dezember 2023 | Antalya | ITF W15   | Sand  | Katerina Tsygourova | 4:6, 6:0, 6:4 |

### Doppel
| Nr. | Datum             | Turnier | Kategorie | Belag | Partnerin        | Finalgegnerin                | Ergebnis  |
| --- | ----------------- | ------- | --------- | ----- | ---------------- | ---------------------------- | --------- |
| 1.  | 23. Dezember 2023 | Antalya | ITF W15   | Sand  | Rada Solotarjowa | Panna Bartha İlay Yörük      | 6:2, 6:0  |
| 2.  | 9. November 2024  | Antalya | ITF W15   | Sand  | Stefania Bojica  | Adrienn Nagy Linda Ševčíková | 7:63, 6:3 |
| 3.  | 21. Dezember 2024 | Antalya | ITF W15   | Sand  | Stefania Bojica  | Sun Yifan Zhao Xichen        | 6:4, 7:64 |